# Salpiglossis spinescens
Salpiglossis spinescens là loài thực vật có hoa trong họ Cà. Loài này được Clos miêu tả khoa học đầu tiên.